# Mind Odyssey
Mind Odyssey ist eine Berliner Heavy-, Power- und Progressive-Metal-Band, die im Jahr 1993 gegründet wurde, sich 1999 auflöste und seit 2007 wieder aktiv ist.

## Geschichte
Die Band wurde im Jahr 1993 vom Bassisten und Sänger Mario Le Mole, den Gitarristen Dan Uhden und Rocco Stellmacher, die alle drei bereits zuvor in der DDR bei einer Band namens Merlin gespielt hatten, sowie dem Schlagzeuger Volker Schultz gegründet. Aufgrund der Nichtverfügbarkeit von westlichen Heavy-Metal-Platten und Auftrittsverboten für deren Original-Interpreten, war es in der DDR Usus, dass die dortigen Bands die Lieder ihrer Vorbilder nachspielten. Merlin startete mit Judas-Priest-Klassikern, hatte dann eine intensive Iron-Maiden-Phase, versuchte sich an Accept und blieb bei Helloween hängen, da Le Moles Stimme genau dazu passte. Bevor er mit Mind Odyssey stilistisch daran anknüpfte, hatte Le Mole erst einmal einen Abstecher zur West-Berliner Band Splinter gemacht, wo er auf Volker Schultz getroffen war. Splinter hatte unter dem neuen Namen Gracious Violence 1992 ein Demo veröffentlicht, das von Frank Bornemann produziert worden war. Gute Kritiken brachten der Band ein CD-Angebot ein, doch für ein komplettes Album hatte man zu wenig Material und das Songwriting wollte nicht klappen. Mit Dan Uhden hatte Le Mole perfekt zusammenarbeiten können, weshalb er ihn kontaktierte und mit ihm an einem neuen Projekt schmiedete, das er mit Rocco Stellmacher und Volker Schultz komplettierte. Anlass für den Namen Mind Odyssee war der Umstand, dass die Musiker glücklos umhergezogen und doch wieder gewissermaßen in des anderen Schoß zurückgekehrt waren. Die Gruppe nahm ein Demo im Horus Sound Studio in Hannover auf, das von Bornemann produziert wurde. Das Lied Illusion erreichte Platz 1 in den japanischen Demo-Charts. Im Jahr 1994 folgte über Noise Records das von Bornemann ebenfalls produzierte Debütalbum von Mind Odyssey unter dem Namen Keep It All Turning. Der Erfolg blieb in Japan jedoch dieses Mal aus, weshalb sich die Band danach desillusioniert von Noise Records trennte. Nach der Veröffentlichung kam zudem Gregor Avianus als neuer Bassist zur Band, wodurch sich Le Mole vollkommen auf den Gesang konzentrieren konnte. Im Jahr 1995 folgte über die auf den japanischen Markt spezialisierten Rising Sun Productions das zweite Album Schizophenia, das vom Accept-Gitarristen Herman Frank produziert wurde, wobei die Gitarristen Uhden und Stellmacher die Band bereits verlassen hatten. Als Ersatz kam Victor Smolski zur Band, dessen Vater ein berühmter Dirigent und Komponist in Belarus war. Auf dem Album ist jedoch noch Garret Matzko als Gitarrist zu hören. Zudem wurde auch ein Musikvideo produziert, das unter anderem auch auf MTV und VIVA ausgestrahlt wurde.
Vor einer Europatour Ende 1996 zusammen mit Vicious Rumors verließ Bassist Avianus die Band wieder, woraufhin Jan Michael Keller als Ersatz und Andreas Dirksmeier als Keyboarder zur Band kamen. Zudem trennte sich die Band von Rising Sun Productions wieder, da sich die Band von dem Label finanziell nicht genügend unterstützt fühlte und die Tournee sehr schlecht besucht war. 1998 folgte das nächste, dieses Mal bei GUN Records beheimatete Album Nailed to the Shade, das von Charly Czajkowski produziert wurde, ehe die Gruppe zusammen mit Savatage auf Tournee ging. Da GUN Records an keiner weiteren Zusammenarbeit mit der Band mehr interessiert war, weil sie nach Aussage Le Moles den Guano Apes zu Füßen lagen, gründete der Sänger mit einem Partner das Label B.Mind. Über B.Mind und Point Music als Vertrieb erschien im September 1999 das Album Signs, wobei sich der Schritt in die Unabhängigkeit und erwartete Sorglosigkeit letztlich als Trugschluss erwies, da es noch im selben Jahr zur Firmen- und Bandauflösung kam. Grund hierfür war, dass sich die Band von Smolski getrennt hatte, da er sich laut Le Mole zu sehr verändert hatte, seitdem er bei Rage spielte.
Nach der Auflösung widmete sich Smolski weiterhin Rage und war zudem als Rennfahrer aktiv, während sich die Spur der weiteren Mitglieder weitestgehend verlor. 2007 wurde er gebeten für das 20-jährige Jubiläum von Nuclear Blast Lieder für verschiedene Sänger zu schreiben, woraufhin er wieder mit Le Mole, Keller, Schulz und Dirksmeier in Kontakt kam. Kurze Zeit später beschlossen sie, Mind Odyssey wiederzubeleben. Nach der Veröffentlichung der Kompilation Best Of – 15 Years im Jahr 2008, schloss sich über Napalm Records Ende Februar 2009 das Studioalbum Time to Change It an. Im April ging es zusammen mit Rage auf Tour, an der „The Animal“ als Schlagzeuger tätig war.

## Stil
Laut laut.de weist das Debütalbum Keep It All Turning Gemeinsamkeiten zu Bands wie Helloween, Gamma Ray und Heaven’s Gate auf. Stefan Glas vom Metal Hammer bezeichnete die Musik auf Keep It All Turning als „melodisch-powervollen Metal“. Das Lied Illusions sei hymnenhaft, während das Titellied balladesk sei. Open Fire sei stark durch Doublebass-Einsatz geprägt. Laut Andreas Schöwe vom Metal Hammer hat sich die Band auf Schizophenia von Helloween-Vergleichen entfernt. Stattdessen habe man einen Groove eingearbeitet, der an Extreme erinnere. Im Interview mit Schöwe gab der Sänger Le Mole an, dass die Band durch die zuvor erschienenen Alben von Extreme und Pink Cream 69 beeinflusst worden sei. Schöwe beschrieb in seiner Rezension, dass die Band auf dem Vorgänger noch Power Metal mit Funk-Anteil gespielt hatte, wohingegen die Gruppe nun wieder auf Nailed to the Shade zu einer Mischung aus Speed- und Power-Metal tendiere, wie auf dem Debütalbum. Zudem höre man auch Einflüsse aus Progressive Metal und Jazz heraus. Schöwe schrieb zum Album Signs, dass die Band sich hierauf noch stärker auf das Debütalbum bezieht, was für ihn „Melodie- und Up-Tempo-betonter Metal“ war. Zudem zog er wieder einen Vergleich zu Helloween. Der Gesang von Le Mole habe sich im Laufe der Jahre von den Tonlagen von Michael Kiske und Andi Deris wegbewegt, hin zu James-LaBrie-artigem Gesang zu Zeiten von Awake und Images and Words. Durch das klassische und gelegentlich progressive Gitarrenspiel von Victor Smolski könne sich die Band von Helloween stärker abgrenzen. Laut Schöwe würden die ersten beiden Lieder auf Time to Change It wie eine Heavy-Metal-Version von Depeche Mode klingen. Die Gitarrenarbeit würde oft an Rage erinnern. Der klare Gesang klinge wie eine Mischung aus Judas Priest, Praying Mantis, Gamma Ray und Helloween. Die Arrangements hätten oft progressive oder auch klassische Züge.
Für das Rock Hard verfolgte Frank Trojan die Anfangsjahre von Mind Odyssey. Das Debüt stellte er in eine Reihe mit Helloween, Gamma Ray und Heaven’s Gate. Er kategorisierte in „Halbballade“ (Illusions), „Akustikstück“ (Keep It All Turning), „getragene Stampfer“ (Odyssey) und „Uptempo-Kracher“ (Possessed by You). Bei Schizophenia machte er gesamtstilistisch eine Tendenz zu Judas Priest und gesangsstilistisch zu Michael Kiske und Andi Deris aus. Gereifter, kraftvoller und ausgefeilter sah er die Berliner zu Nailed-at-the-Shade-Zeiten. Im abwechslungsreichen Power-Metal-Repertoire seien diesmal auch ein radiokompatibles Lied (Confide in You) sowie ein Longtrack (Memories) zu finden. Seiner Meinung nach sind die Lieder von Signs qualitativ unterschiedlich ausgefallen. Men of No Return sei ein „treibender Opener“, das Titelstück ein „rasanter Smasher“ und Slaves of the Desert „episch“. Am unteren Ende der Bewertungsskala lägen Golden Age und The Liar.
Im Horror Infernal wurde zum Karrierestart an gleich zwei Stellen, nämlich im Interview wie in der CD-Rezension, auf die Ähnlichkeit mit Helloween und Gamma Ray hingewiesen, in der Rezension wurden zusätzlich Scanner und Mania genannt. Mind Odyssey sei aber kein Abklatsch, sondern eine Ergänzung; Melodie und Power bildeten das Gerüst für Ohrwürmer, deren einziger Nachteil eine gewisse Glattpoliertheit sei.
Le Mole erklärte, die Texte des Debüts seien nicht festgelegt, es gebe Fantasy-Inhalte, genauso wie politische Themen vorkämen oder tagesaktuelle Ereignisse verarbeitet worden seien. Für den Nachfolger plane er eine konkrete einheitliche Ausrichtung. Dass diese ersten Texte bisweilen kritisiert wurden, konnte Le Mole nachvollziehen. Sie seien tatsächlich oberflächlich gewesen, andererseits hätte man sich aber genauer mit dem dahinter stehenden „Konzept“ befassen können. Dem neuen Album läge eine klare Absicht zugrunde: „Einfach ein Album zu machen, auch über unsere ach so moderne Gesellschaft, die sicherlich ihre positiven Errungenschaften hat, aber auch durch immer mehr Leistungsdruck und ständig wachsendes soziales Gefälle immer unpersönlicher und unmenschlicher wird.“ Die Signs-Texte kommentierte er so: „Trotz aller modernen Technik und Wissenschaft steckt die Welt immer noch voller Rätsel. So sind z. B. Bauwerke wie die Pyramiden nach wie vor nicht ganz ergründet. Von diesen rätselhaften Zeichen der Geschichte handeln die Texte.“ Der gelernte Mediengestalter Digital und Print entwarf zu seinen Reflexionen auch das passende surreale Covermotiv.

## Diskografie
- 1994: Keep It All Turning (Album, Noise Records)
- 1995: Schizophenia (Album, Rising Sun Productions)
- 1998: Nailed to the Shade (Album, GUN Records)
- 1999: Signs (Album, B.Mind Records/Point Music (Vertrieb))
- 2008: Best Of – 15 Years (Kompilation, MO Entertainment)
- 2009: Time to Change It (Album, Napalm Records)